# Artesia, Mississippi
Artesia là một thành phố thuộc quận Lowndes, tiểu bang Mississippi, Hoa Kỳ. Năm 2010, dân số của thành phố này là 440 người.

## Dân số
- Dân số năm 2000: 498 người.
- Dân số năm 2010: 440 người.